# 精神薬理学

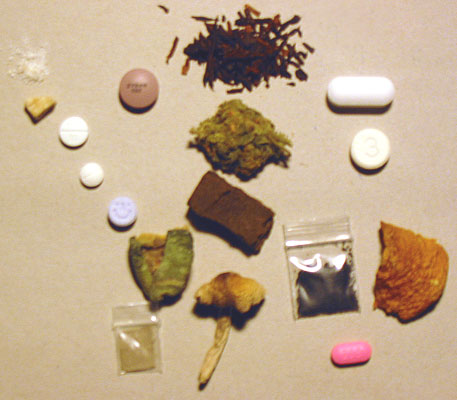
向精神薬のいろいろ

精神薬理学（せいしんやくりがく、英: Psychopharmacology）は、薬理学の一分野であり、主に向精神薬の薬理作用について扱う学問分野である。対象はいわゆる広義の向精神薬であり、精神に何らかの作用を及ぼす薬物全般のことである。また、特に臨床精神薬理学は、精神医学の一分野と捉えられることもある。
1949年にオーストラリアのジョン・ケイドがリチウム塩の躁病などへの作用を報告し、1952年にジャン・ドレーらがクロルプロマジンが患者を静穏化し無関心状態にするという精神科治療への利用を報告した。精神薬理学の誕生はそのいずれかとして語られる。1958年には、国際神経精神薬理学会(CINP)の設立総会が開催された。
2011年には、『ネイチャー』誌が「危機にある精神薬理学」とする記事にて、欧州精神薬理学会による新しい治療法が危機に瀕しているとの見解を掲載した。2014年には、CINPは新薬不足のため各国政府に対して呼びかけを行っている。それは、脳の複雑性のために未解決の問題が多く脳科学の研究を推進していくこと、薬の多くは根本的治療には程遠く効果と副作用に問題があり、薬の作用する新たな標的を探す必要があることが原因である。

## 初期
1949年にはオーストラリアのジョン・ケイドが医学誌において、リチウム塩が躁病3名、統合失調感情障害7名の症状を消失させたことを報告した。
フランスの海軍の外科医であったラボリは、神経遮断薬の混合剤である遮断カクテルによる自律神経反応の抑制を研究していたが、1950年にはスペシア社のローヌプーラン研究所の抗ヒスタミン薬を応用し、プロメタジンの催眠作用が強いことを報告したため、スペシア社は眠気の少ない化合物の開発から方向転換して、1950年12月に4560RPを開発した。翌年ラボリはこれを試し、1952年2月にRP4560が抗ヒスタミン薬ではなく神経遮断薬であり、単剤でもかなりの眠気と自分や周囲への無関心を引き起こし、「薬理学的ロボトミー〔ママ〕」であるとした。
ジャン・ドレーらは、ハンス・セリエのストレス学説による自律神経系の反応が病気そのものになるという理論から、外科手術も容易になるため人口冬眠を行うための自律神経遮断薬を研究していた。そして精神病の患者を冷却しつつ、そうした薬を使えば自律神経反応が除かれると考え、サンタンヌ病院の男子入院患者にて4560RPを試みたところ、偶然にも冷却しなくても患者が単剤の投与で静穏化され、患者を無関心状態にさせることが発見された。4560RPは後にクロルプロマジンと呼ばれることになる。
1952年10月には、有効な薬があることを初めて立証した論文「選択的中枢作用のあるフェノチアジン化合物(4560RP)の精神科治療への利用」が、出版された。
1961年には、ドレーらがその知見を集大成した『臨床精神薬理学』を出版しており、クロルプロマジンには交感神経系に拮抗して低体温化や条件反射を抑制する作用があるといった特徴や、向精神薬を構造ではなく作用から分類し、鎮静剤、覚醒剤、LSDのような薬剤の精神変容薬といった分類の提案を行った。
大手製薬企業の後援で、国際神経精神薬理学会（CINP:Colleguim Internationale Newlopsycho-pharmacologium）が創設され、1958年には設立総会が開催された。CINP第2回総会は、1960年7月にスイスのバーゼルで開催され、第3回総会は1962年9月にドイツのミュンヘンで開催された。その講演集でリチウムの研究者モーエンス・スコウはこう記している。1962年が精神薬理学の誕生から10周年に当たると間違った歴史的神話を創りだしてしまいがちだが、実際には1949年にオーストラリア人のケイドが、躁うつ病の躁病相の治療にリチウム塩が有効であることを発見している。それは、ごく安価なので商業的関心を生まず、儲かる薬につきものの宣伝を欠いてることが理由である
初期には、日本では東大精神科薬理学教室静穏剤研究グループが教科書の翻訳を行ってきた。
1958年、薬理学者の熊谷洋らが『トランキライザー-静穏剤』を出版した。1965年には『臨床精神薬理学』が翻訳出版されており、欧州の正統な薬理学を紹介し標準的な教科書とされた。1968年には『新精神薬理学』が出版される。

## 神経伝達物質
1957年に薬理学者のアルビド・カールソンがドーパミンが脳内で神経伝達物質であることを発見した。1963年には、カールソンがマウスに投与し脳内のドーパミンの濃度が変化するこから、次第に抗精神病薬がドーパミン系に作用すると考えられ、またアンフェタミンがドーパミンの作用を強化して統合失調症が悪化することから、そうした仮定は強められた。1974年にはソロモン・スナイダーが抗精神病薬がドーパミン受容体に作用することをつきとめた。
1980年代までには、こうして1つの神経伝達物質が1つの障害に対応すると考えられた。うつ病のモノアミン仮説もそうであり、ノルアドレナリンやセロトニンといった神経伝達物質と関係があるとされた。
しかし、1980年代には、クロザピンのような抗精神病薬がドーパミンにはほとんど影響を与えずにセロトニンに影響を与えることや、1990年代には発見された神経伝達物質は40種類を超えるようになり、ドーパミンとセロトニンはおそらく主要な役割を演じていないことが判明していった。

## 危機にある精神薬理学
2010年のCINPの会議ではヒトでの精神薬理学の870の論文のうち、4つだけが新しい機序を説明していたことが報告された。
2011年『ネイチャー』誌は「危機にある精神薬理学」という記事を掲載し、アストラゼネカやグラクソスミスクラインといった製薬会社が研究資金を削減し、研究チームも閉鎖していることや、欧州精神薬理学会が新しい治療法が危機に瀕していると報告していることを掲載した。『英国精神薬理学会』誌は、「消滅する臨床精神薬理学」という記事にて説明し、両2社は抗うつ薬や抗精神病薬によって莫大な利益を上げたにもかかわらず、この分野がリスキーであると判断したということである。2012年には『英国精神医学雑誌』も「精神薬理学の革命の終焉」とした編集者のコメントが掲載されており、これはまた別の意味であり、抗精神病薬の使用において、危険性が利益を上回るという証拠や、多様な治療法があるため、薬を服用しないという選択も考慮されることについて述べている。統合失調症やうつ病は1970年代に解明された機序を持つ薬によって未だ治療されており、（比較的最近の）第二世代の抗精神病薬は以前のものと同じ有効性であることが判明している。
リチウムの気分安定作用の革新的な発見に始まり、抗結核薬イプロニアジドの抗うつ作用、嘔吐抑制薬クロルプロマジンの抗精神病作用と続き、今では20以上の抗精神病薬と30以上の抗うつ薬があるが、主な障害の罹患率や死亡率の低下は見られておらず、この原因として抗うつ薬による治療の寛解率の低さや、抗精神病薬による治療の中断率の高さが見られている。現在のすべての種類の精神科の薬は偶然の発見であり、これに基づいて多くの薬剤が合成されてきたが、同じ作用機序をもつ模倣薬(me too drug)であり、新しい分子標的の観点から神経科学の知識を深めるということはない。
国際神経精神薬理学会(CINP)は、脳の複雑性のために未解決の問題が多く脳科学の研究を推進していく必要があり、薬の多くは根本的治療には程遠く効果と副作用に問題があり、薬の作用する新たな標的を探す必要があることから、EU、北米、日本、その他の国々の政府に対して革新的な創薬ができるようなアクションプランを提案した。